# Бустани, Салим
Салим аль-Бустани (араб. سليم البستاني) (1848—1884) — арабский публицист, драматург, писатель, историк, один из зачинателей арабского исторического романа. Сын Бутруса аль-Бустани.

## Авторство
Автор романов, построенных по законам авантюрного жанра, которые посвящены ключевым событиям истории Сирии. Рассказы и пьесы имеют дидактический характер и направлены на улучшение общественных нравов.

### Пьесы
- Александр (الإسكندر).
- Зенобия (زنوبيا).

### Исторические сочинения
- Современная история Франции (تاريخ فرنسا الحديث).
- История Наполеона Бонапарта в Египте и Сирии (تاريخ نابليون بونابرت في مصر وسورية).